# Autoamnistía
La autoamnistía es un tipo concreto de amnistía por la cual un Estado decreta amnistía para sí mismo en cuanto a los crímenes que los funcionarios estatales puedan haber cometido. El fin de la autoamnistía es que, al legalmente ya no existir victimarios, no se puedan levantar procesos contra los que cometieron los hechos y queden limpios de culpa.
La autoamnistía se da en contextos en los que el Estado tiene una concentración casi total del poder, de manera que se dificulta la contestación: las leyes de autoamnistía suelen aprobarse unilateralmente, sin negociación con otros actores políticos o la comunidad internacional y sin ofrecer ningún tipo de poder de decisión a las víctimas[cita requerida]. No obstante, son difíciles de mantener a largo plazo. A nivel interno, el perdón de las violaciones de derechos humanos pueden provocar división en la opinión pública[cita requerida], y muchas veces las víctimas o sus familiares se organizan para reivindicar justicia. Además, el sistema internacional de derechos humanos de las Naciones Unidas y la Corte Penal Internacional, así como los sistemas regionales de derechos humanos, hacen muy difícil la existencia de una autoamnistía, pues la jurisdicción de los organismos mencionados alcanza a perseguir a los responsables y puede declarar la nulidad de tales leyes.

## Validez jurídica
La Corte Interamericana de Derechos Humanos declaró en su sentencia Barrios Altos vs. Perú que este tipo de leyes son contrarias a la Convención Americana sobre Derechos Humanos y por lo tanto no tienen efectos jurídicos. Por su escala y gravedad, los delitos que se cometen desde el aparato del Estado constituyen crímenes de lesa humanidad, por lo que no prescriben ni pueden ser amnistiados. La nulidad de las leyes de autoamnistía afecta también a aquellos casos sobre los que recaiga una sentencia con valor de cosa juzgada, por lo que la resolución judicial dictada en virtud de la ley quedará sin efecto, pudiendo revisarse el caso.
Además, normalmente las violaciones producidas afectan a derechos humanos que normalmente no pueden ser derogados, por estar así previsto en algún tratado internacional que vincule al Estado o por ser estos derechos normas de ius cogens, como la prohibición de la tortura o de la privación arbitraria de la vida. El Comité de Derechos Humanos afirma que estas leyes violan también el derecho de las víctimas a un recurso efectivo. En relación con esto último, en Derecho internacional los Estados tienen el deber de preservar los derechos humanos de las personas bajo su jurisdicción, lo que incluye también investigar y perseguir las violaciones que se produzcan.

## Leyes de autoamnistía
Dos casos calificados como autoamnistía son los de las dos principales dictaduras de la segunda mitad del siglo XX en Latinoamérica: Argentina y Chile. En ambos casos, los regímenes empezaron a dar paso a la democracia en sus respectivos países, pero habiendo dictado leyes de amnistía. Al retorno de la democracia en Argentina (Ley de autoamnistía N.º 22.924), el peronismo marcó una fuerte posición a favor de la Autoamnistía para las fuerzas armadas de ese país.
En el caso de Chile, la Ley de Amnistía (Decreto Ley N° 2.191 de 1978) ha sido calificada como de autoamnistía por la Comisión Interamericana de Derechos Humanos. No obstante, el abogado Hermógenes Pérez de Arce rechaza tal calificación y afirma que benefició no sólo a 578 uniformados condenados por violaciones a los derechos humanos, sino también a 1.475 subversivos condenados por tribunales militares. Asimismo, la expresidenta del Consejo de Defensa del Estado, Clara Szczaranski, considera que "el Decreto Ley 2.191 de 1978 consagra una amnistía aplicable por el Poder Jurisdiccional del vigente Estado de Derecho democrático y que, por ello, no es autoamnistía".
También se afirma que en Perú existieron leyes de autoamnistía: particularmente la ley 26.479, de 14 de junio de 1995, aprobada bajo la presidencia de Alberto Fujimori, declarada para todos aquellos denunciados, investigados, encausados, procesados o condenados por hechos derivados de la lucha contra el terrorismo que tuvieran lugar desde mayo de 1980.